# Rescate abierto

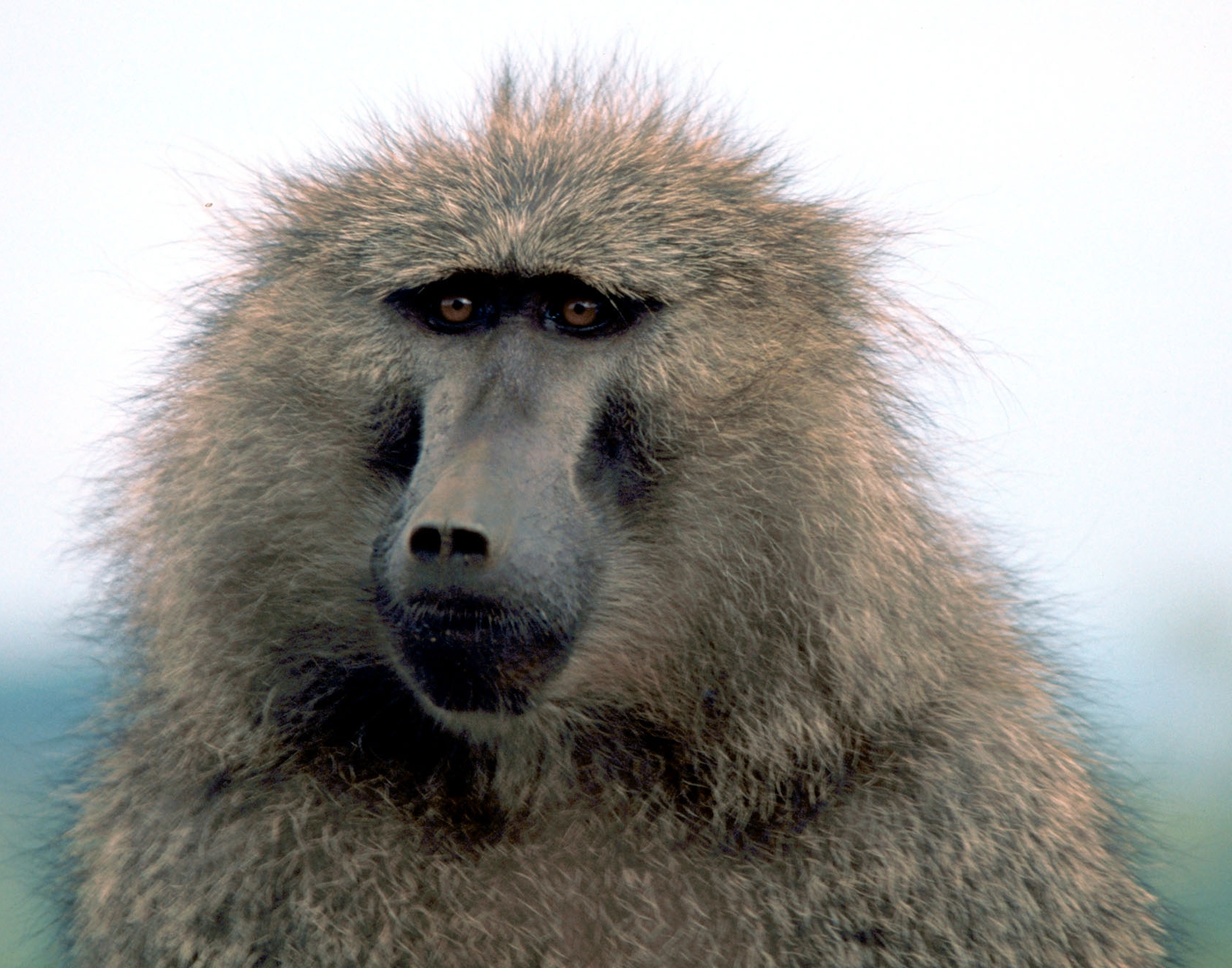
Olive baboon

Rescate abierto es un término usado para describir una forma de acción directa practicada por algunos activistas por los derechos de los animales o el bienestar animal. El objetivo es generalmente rescatar animales que padecen y sufren, y llevarlos a que reciban atención veterinaria y unas condiciones de vida humanitarias, así como documentar las condiciones en las que vivían estos animales en el lugar donde eran retenidos. Los rescates abiertos ponen énfasis en lo abierto de sus acciones directas, oponiéndolo a las actividades de acción directa tradicionalmente clandestinas relacionadas con los derechos de los animales, y en que los activistas siempre actúan de manera abierta, de frente, sin máscaras (excepto si están requeridas por motivos de salud) y publican sus identidades completas. El rescate abierto es no violento hacia humanos y otros animales, si bien algunos grupos practican daños a la propiedad.

## Críticas
Se pueden dividir las críticas contra el rescate abierto en dos categorías generales: Críticas contra el rescate abierto como un método de acción directa, lo cual a menudo proviene de otros practicantes de acción directa; y críticas al uso de acción directa, las cuales pueden venir tanto de otros grupos de activistas por los derechos animales como desde fuera de los movimientos de derechos animales.

Críticas contra el rescate abierto como método de acción directa
Ya que el rescate abierto virtualmente garantiza que los activistas serán encontrados y procesados debido a la publicación de sus identidades, el rescate abierto puede considerarse un método más demandante de recursos, en comparación con los métodos clandestinos. El rescate abierto requiere más dinero, ya que los procesamientos resultantes que siguen a las acciones significan que fianzas deben ser pagadas y los daños compensados, así como el requerimiento de una mayor mano de obra ya que los activistas son factibles de ser desmovilizados debido a sentencias penales. Desde que se ha argumentado que actuar abiertamente es un riesgo innecesario a tomar al ser simplemente un gasto de recursos y personas que podrían haberse utilizado para rescatar a aún más animales.
También se argumenta que el rescate abierto no es una alternativa razonable para cualquiera. Algunos activistas están en libertad provisional, y ser sentenciados por otro crimen significaría que sus sentencias previas serán transformadas en pena de penitenciaría. Algunos activistas tienen o tendrán carreras que requieren certificados de buena conducta (ausencia de procesamientos), carreras o sueños que estarían efectivamente terminadas si utilizaran el método de rescate abierto, y a pesar de que para la mayoría de las profesiones y carreras un prontuario --en particular, uno extenso-- resultaría perjudicial tanto para obtener empleo como ascensos.

Críticas al uso de acción directa
Algunos de quienes simpatizan con el objetivo de los derechos animales consideran contraproductivas las acciones directas. Mientras que perfectamente pueden empatizar con los activistas y con lo que ellos aspiran a conseguir, sostienen que los grupos deberían acatar las leyes y por añadidura el sistema democráctico en el que viven. Se argumenta que los activistas tienen una responsabilidad democrática y cívica, operar dentro de los confines de la ley y que actuar de otra forma sería antidemocrático, posiblemente autoritario. Otros argumentan que las acciones directas no son bien recibidas tanto por el público como por las autoridades, y que al cometerlas, los activistas están empeñando el capital político de todo el movimiento por los derechos animales.
Una respuesta habitual a que los activistas deben acatar la ley sufre de una carencia: Vivimos en una democracia, pero las leyes están escritas por humanos para humanos, convirtiéndolo en un sistema antropocéntrico que no representa a los animales no humanos. Si nuestros sistemas o gobiernos son mirados desde una perspectiva inter-especies, sería algo similar al apartheid más que a una democracia completa, donde los humanos estarían en el lugar de los blancos.